# Schinus polygamus
Espèce
Schinus polygamus est une espèce de plantes de la famille des Anacardiaceae.

## Répartition
Cette espèce vit en Argentine, au Brésil, au Chili, au Pérou et en Uruguay.